# Nicholas Marston

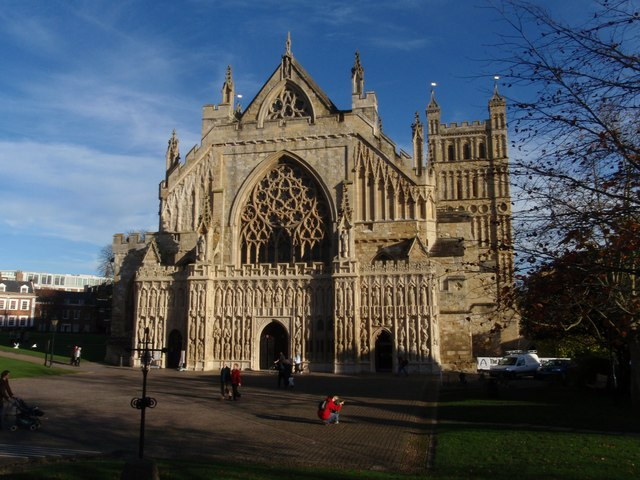
Fotografias de Exeter tiradas em 19/11/2008, fachada oeste da Catedral de Exeter

Nicholas Marston foi um padre inglês do século XVI.
Marston foi educado na Christ Church, Oxford. Ele teve residências em Budock, Moretonhampstead, St Marychurch, Clayhidon e Exbourne. Ele foi nomeado arquidiácono da Cornualha em 1574.